# Plussulien
Plussulien [plysyljɛ̃] (bretonisch Plusulian) ist eine französische Gemeinde mit 507 Einwohnern (Stand: 1. Januar 2022) im Département Côtes-d’Armor in der Region Bretagne.

## Geographie
Das Gemeindegebiet wird vom Fluss Daoulas durchquert, an der nordwestlichen Gemeindegrenze verläuft der Corlay. Plussulien besteht aus dem gleichnamigen Hauptort und mehreren Weilern, darunter Séléden.
Umgeben wird Plussulien von den fünf Nachbargemeinden:
| Canihuel     | Corlay                                      |              |
| Saint-Igeaux | Kompassrose, die auf Nachbargemeinden zeigt | Saint-Mayeux |
|              | Bon Repos sur Blavet                        |              |

## Bevölkerung
Mitte des 19. Jahrhunderts hatte die Gemeinde noch etwa 1500 Einwohner, und es wurde noch Bretonisch gesprochen.

### Bevölkerungsentwicklung
| 1962 | 1968 | 1975 | 1982 | 1990 | 1999 | 2008 | 2016 |
| 860  | 761  | 707  | 660  | 596  | 515  | 487  | 482  |

## Sehenswürdigkeiten
- Doleritsteinbruch von Plussulien
- Kapelle Notre-Dame in Séléden

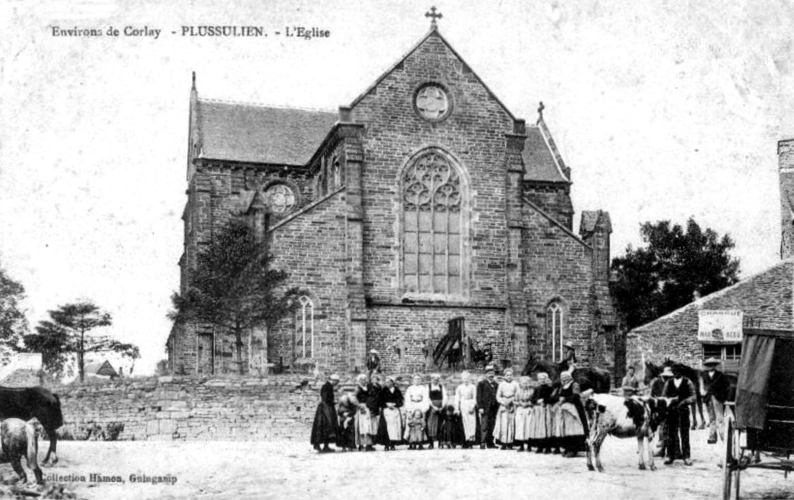
Pfarrkirche Saint-Julien (um 1920)

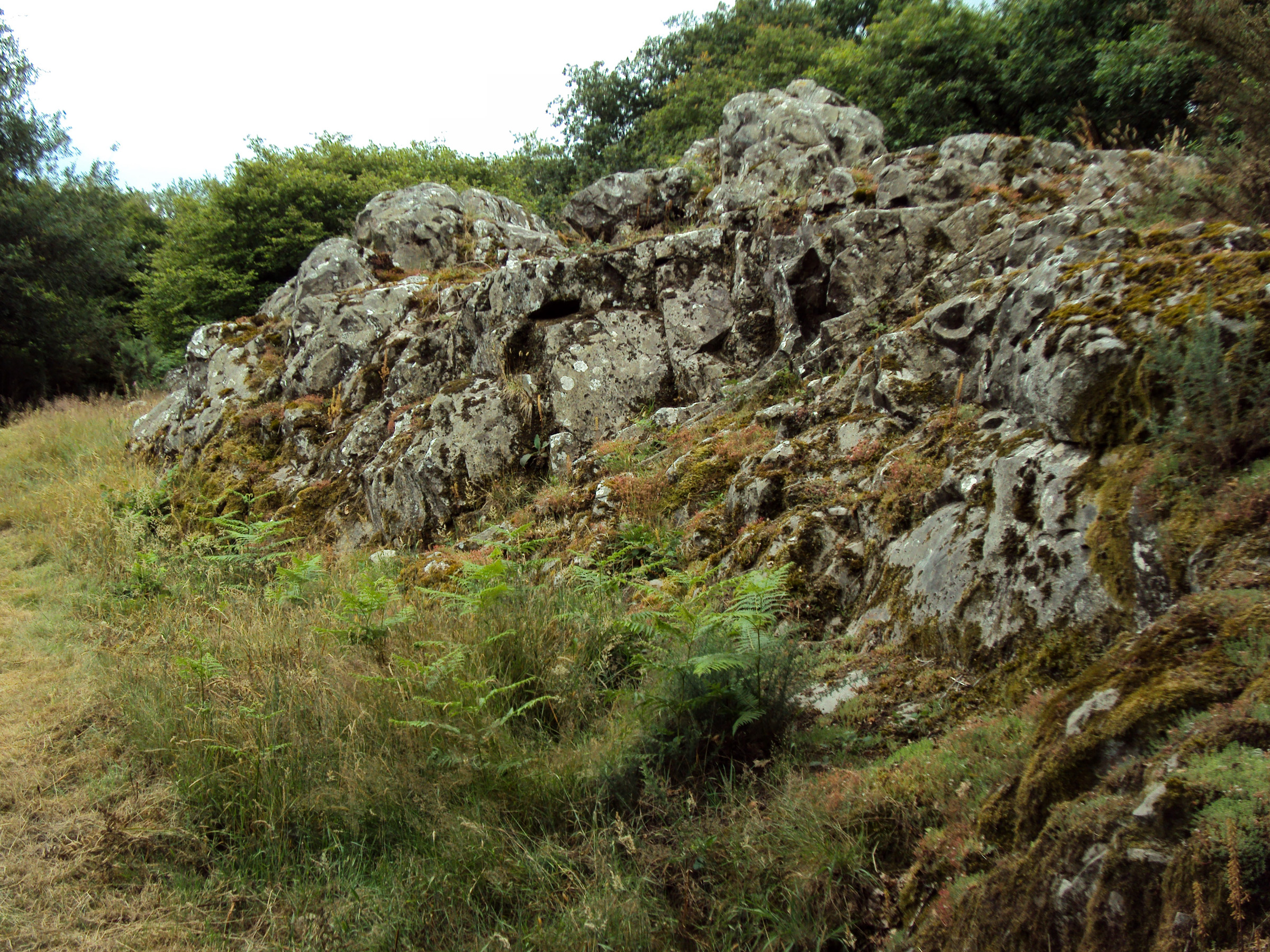
Doleritsteinbruch von Plussulien

Siehe auch: Liste der Monuments historiques in Plussulien